# ISBN

Un codi ISBN-10, a dalt, i el corresponent codi de barres ISBN-13, a baix.

El número internacional normalitzat per a llibres (de l'anglès International Standard Book Number, acrònim ISBN, pronunciat de vegades com «is-bin»), és un identificador únic per a publicacions escrites monogràfiques, previst per a ús comercial. Es va crear a Anglaterra el 1966, per a les llibreries i papereries britàniques. Originalment es deia Standard Book Numbering (en català, «Numeració Estàndard del Llibre») o SBN. El 1970 es va adoptar com a estàndard internacional ISO 2108.
A Espanya se'n va adoptar l'ús l'any 1972, a partir del Decret 2984/1972, que establia l'obligatorietat d'assignar l'ISBN a totes les publicacions. Aquesta obligatorietat es va derogar amb el decret 2063/2008.

## Quan es fa servir l'ISBN?
L'ISBN té com a objectiu la identificació comercial de publicacions no periòdiques, independentment del seu format. És un sistema de numeració de llibres que permet identificar un títol i una edició determinada i la normalització i coordinació a nivell internacional. Aquest número es pot llegit mecànicament, el que minimitza els errors. Avui dia no és obligatori, però es considera essencial per a identificar una publicació durant el seu emmagatzematge i distribució. L'Agència del ISBN remarca que aquest identificador no és necessari si la publicació no està destinada a la venda; tanmateix, l'Agència Internacional de l'ISBN en recomana l'ús en publicacions gratuïtes destinades a la distribució pública.
Altres tipus de publicacions tenen els seus propis estàndards internacionals d'identificació. Per exemple, dins les publicacions periòdiques, com les revistes, s'utilitza l'International Standard Serial Number (en català, «Número Internacional Normalitzat de Publicacions Seriades») o (ISSN).

## Estructura d'un nombre ISBN
El número d'ISBN està format per tretze dígits - ISBN-13 -. Fins a finals del 2006 en constava de deu - ISBN-10 -, però es va canviar per raons de compatibilitat amb el sistema de codi de barres EAN-13 i per a augmentar la capacitat del sistema. Es divideix en cinc parts d'extensió variable, separades amb guions o espais.
1. La primera part és un prefix -978- que identifica el producte llibre. També permet la futura ampliació del sistema ISBN: quan la numeració actual s'acabi, es començarà a fer servir el prefix 979.
2. La segona part s'anomena identificador de grup i identifica un país, una àrea geogràfica o lingüística; i pot tenir d'1 a 5 dígits. Per exemple, l'identificador d'Espanya -independentment de la llengua de publicació- és el 84, i el del grup lingüístic alemany -independent del país de publicació- és el 3.
3. La tercera part es coneix com a prefix editorial i identifica a una editora concreta; pot tenir fins a 7 dígits.
4. La quarta part és l'identificador de títol i correspon a una edició i a un format determinats d'un títol.
5. La cinquena i útima part és el dígit de comprovació. És el darrer nombre de l'ISBN, i es calcula mitjançant un mòdul 11, amb ponderacions 10-2. Quan com a dígit de comprovació pertocaria 10, es substitueix per X.